# Sol mayor
La tonalidad de sol mayor (que en el sistema europeo se abrevia Sol M y en el sistema inglés G) consiste en la escala mayor de sol, y contiene las notas sol, la, si, do, re, mi, fa sostenido y sol. El acorde de tónica es Sol mayor. Su armadura de clave contiene 1 sostenido.
Su tonalidad relativa es mi menor, y su tonalidad homónima es sol menor.

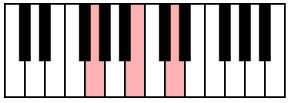
El acorde de tríada: sol-si-re.

En la música de Johann Sebastian Bach, "Sol mayor es a menudo una tonalidad de ritmos encadenados en compás 6/8 de acuerdo con Alfred Einstein, y en la era barroca, sol mayor fue considerada la "tonalidad de la bendición".
De las 555 sonatas para teclado de Domenico Scarlatti, 69 están en sol mayor, y 12 de las 104 sinfonías de Joseph Haydn también. Beethoven, por otro lado, usó muy poco sol mayor, su única obra orquestal importante en la tonalidad es su Concierto para piano n.º 4.
Para las obras orquestales en sol mayor, típicamente los timbales son afinados en sol y re a distancia de una quinta, en lugar de una cuarta como sucede frecuentemente en otras tonalidades.

## Tonalidad
- Wikimedia Commons alberga una categoría multimedia sobre Sol mayor.